# Tomu Ranju
Tomu Ranju (蘭寿とむ, Ranju Tomu), de son vrai nom Mayu Sakamoto (阪本真由, Sakamoto Mayu), née le 12 août 1975 à Nishinomiya dans la préfecture de Hyōgo, est une chanteuse et actrice japonaise principalement active dans le domaine de la comédie musicale.

## Biographie

### Formation (1994 - 1996)[1]
En 1994, Tomu Ranju est admise à la Takarazuka Ongaku Gakkō, une école visant à intégrer la Revue Takarazuka. Elle obtient la plus haute note jamais décrochée lors d'un examen d'entrée de la Ongaku Gakkō.
En 1996, elle décroche son diplôme et obtient les meilleures notes de la 82e promotion. Spécialisée dans les rôles masculins dits « Otokoyaku », elle devient officiellement une Takarasienne et fait ses débuts sur scène dans une production de la Troupe Lune. Elle est ensuite affectée à la Troupe Fleur. 

### Période Takarazuka (1997 - 2014)
En 2001, Tomu Ranju décroche son premier rôle principal dans Michelangelo, lors d'une édition spéciale visant à mettre en valeur les nouvelles venues de la Revue.
En 2006, elle rejoint la Troupe Cosmos.
Courant avril 2011, à la suite du départ de Sei Matobu, elle est transférée dans son ancienne troupe et devient ainsi la star principale de la Troupe Fleur. Elle œuvre alors en tandem avec Hana Rano, une artiste spécialisée dans les rôles féminins dits « Musumeyaku ». La même année, le duo fait ses débuts au Grand Théâtre dans la comédie musicale emblématique de Maury Yeston, Phantom. 
Au printemps 2014, elle quitte la Revue Takarazuka après une ultime représentation. Elle s'illustre pour la dernière fois sur les planches de la compagnie dans The Last Tycoon. 

### L'après Takarazuka (2015 - en cours)
Après avoir quitté la Revue Takarazuka, Tomu Ranju poursuit sa carrière dans le divertissement.
En 2015, elle apparaît dans son tout premier drama, Atelier, où elle campe un second rôle.
L'année suivante, elle est sollicitée par Gorō Kishitani et Yasufumi Terawaki (plus connus sous leur nom de tandem Chikyū Gorgeous) pour la comédie musicale The Love Bugs où elle côtoie notamment Yū Shirota, Sōichi Hirama, Sakurako Ōhara ou encore Kenta Izuka.
Sur la même période, elle est à l'affiche de Sister Act, aux côtés de Zen Ishikawa et Kōhei Ueguchi.
Toujours en 2016, elle rejoint la distribution principale de la série Watashi Kekkon Dekinain Janakute, Shinain Desu aux côtés de Miki Nakatani et Kōji Seto.
En 2024, après une pause de sept ans où elle se dédie à sa famille, elle signe son retour sur les planches avec RUNWAY et apparaît dans le drama Black Forceps.

## Vie privée[8]
En 2016, elle épouse un homme inconnu du grand public, cousin du joueur de tennis Shūzō Matsuoka. 
En 2022, elle donne naissance à son premier enfant.

## Carrière partielle

### Scénographie au sein de la revue Takarazuka

#### Troupe Lune (1996)
- 1996 : Can-Can / Nightless Castle in Manhattan

#### Troupe Fleur (1996 - 2006)
- 1996 : How to Succeed in Business Without Really Trying : Tackaberry et le barista
- 1996 - 1997 : Hong Kong Nocturne
- 1997 : Hollywood Babylon : Mike Taylor
- 1997 - 1998 : Pale Dawn : Ryuu
- 1998 : That's Revue : Shizuoka
- 1998 / 1999 : Endless Love : Alif
- 1998 : Sniper : Frederick
- 1998 : Speakeasy : Charles Randy
- 1999 : Dawn Overture : Kushibiki Yumindo et Rickshaw Man
- 1999 : The Revue '99 : Alan
- 1999 : Tango Argentino : Jean
- 2000 : The Beauties! :  Koremitsu
- 2000 - 2001: Ludwig II : Bernhard von Gudden
- 2001 : Viva! : Niccoro
- 2001: Michelangelo : Michelangelo
- 2001: Manon : Monsieur Lescaut
- 2001 - 2002 : Canary : Dijon
- 2002 : Cocktail : Roland et Pierre
- 2002 : In the Amber-Hued Rain : Claude de Bernard
- 2002 : Autant en emporte le vent : Rene Picard
- 2002 : Tsuki no Hokage : Jiroukichi
- 2002 - 2003 : Elisabeth : Elemer puis Der Tod
- 2003 : Love Goblin : Yata
- 2004 : Javan Dancer : Haji Tamran
- 2005 : Kurawanka : Hachigorou
- 2005 : Ernest in Love : Algernon Moncrieff
- 2006 : Scout : Sean Finlay

#### Troupe Cosmos (2006 - 2011)
- 2006 : Copacabana : Sam Silver
- 2007 : Never Sleep : Samuel Hart
- 2008 : Singin' in the Rain : Cosmo Brown
- 2009 - 2010 : Casablanca : Victor Laszlo
- 2010 : Shangri-La : Ran
- 2010 - 2011 : For Whom the Bell Tolls : Agustin

#### Star de la Troupe Fleur (2011 - 2014)
- 2011 : Phantom : Erik, le fantôme de l'Opéra
- 2011 : A Small Flower Has Bloomed : Shigeji
- 2012 : Resurrection : le comte Nekhlyudov
- 2012 : At the End of A Long Spring : Stephan
- 2012 : Saint-Exupéry : Antoine de Saint-Exupéry
- 2013 : La Rose de Versailles : André
- 2013 : Ocean's 11 :  Danny Ocean
- 2013 : Sengoku BASARA : Sanada Yukimura
- 2013 : The Poem of Love and Revolution : Andrea Chénier
- 2014 : Love of the Last Tycoon : Monroe Stahr

### Hors Takarazuka
- 2016 : The Love Bugs : Tiara
- 2016 : Sister Act : Deloris Van Cartier
- 2024 : Runway
- 2025 : Criminal Four, The Beloved Villain : Sylvie Goldsmith

### Filmographie
- 2015 : Atelier : Chiharu Nagai
- 2016 : Watashi Kekkon Dekinain Janakute, Shinain Desu : Bokai Yamamoto
- 2024 : Black Pean : Asami Shigeno (saison 2, épisodes 9 et 10)